# Redykalny Wierch
Redykalny Wierch (1144 m) – szczyt w Grupie Lipowskiego Wierchu i Romanki w Beskidzie Żywiecko-Orawskim. Znajduje się w grzbiecie odchodzącym od Rysianki w południowo-zachodnim kierunku poprzez Lipowski Wierch i Boraczy Wierch do Redykalnego Wierchu. Tutaj grzbiet ten rozgałęzia się na dwa ramiona; jedno biegnie w północno-zachodnim kierunku poprzez Halę Boraczą do Prusowa, drugie poprzez Zapolankę i Kiczorę opada w południowo-zachodnim kierunku do centrum miejscowości Ujsoły. Ze stoków Redykalnego Wierchu wypływają trzy potoki: Potok za Kopce, Boracza i Z Gawłowskiego.
Nazwę Redykalny dla tego szczytu podawał już Andrzej Komoniecki (1658–1728), autor „Chronografii albo Dziejopisu Żywieckiego”. Pochodzi od słowa redyk oznaczającego wiosenne wyjście owiec na halę lub jesienny powrót z hali. Dawniej Redykalny Wierch był znacznie bardziej bezleśny, dużą część jego stoków pokrywały hale pasterskie. Jeszcze obecnie znajdują się tutaj dwie polany: Redykalna na grzbiecie południowym i Hala Skórzacka na grzbiecie łączącym go z Boraczym Wierchem. Na północnych stokach Redykalnego Wierchu jest też Jaskinia w Boraczej o długości 28 m i głębokości 8 m.
Na grzbiecie Redyklanego Wierchu graniczą z sobą trzy miejscowości: Milówka, Żabnica i Złatna, wszystkie w województwie śląskim, w powiecie żywieckim. Dzięki dwom polanom Redykalny Wierch jest dobrym punktem widokowym. Na jego grzbiecie krzyżują się dwa szlaki turystyczne (czarny i żółty), trzeci (zielony) prowadzi stokami północnymi. Prowadzi przez niego także szlak narciarski.

## Szlaki turystyczne
Rajcza – Zapolanka – Redykalny Wierch – hala Lipowska – hala Rysianka – Romanka
 Hala Boracza – Redykalny Wierch
 Milówka – schronisko PTTK na Hali Boraczej – Redykalny Wierch – Lipowski Wierch – schronisko PTTK na Hali Rysianka – Żabnica-Skałka